# Космос-2061
Космос-2061 је један од преко 2400 совјетских вјештачких сателита лансираних у оквиру програма Космос.
Космос-2061 је лансиран са космодрома Плесецк, СССР, 20. марта 1990. Ракета-носач Р-14 Чусоваја (рус. Чусовая) (8К65, НАТО ознака SS-5 Skean) са додатим степеном је поставила сателит у орбиту око планете Земље. Маса сателита при лансирању је износила 825 килограма. Космос-2061 је био војни навигациони сателит.